# Limnonectes doriae
Limnonectes doriae es una especie de anfibio anuro del género
Limnonectes de la familia Dicroglossidae.

## Distribución geográfica
Es originaria de las Islas Andamán (India), Malasia, Birmania, y Tailandia.